# Bandera de l'Estat de Croàcia

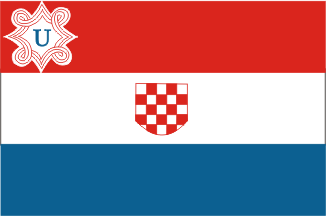
Bandera de l'estat independent de Croacia 1941-1945

L'Estat independent de Croàcia format el 10 d'abril de 1941 pels ústaixes sota protecció d'Alemanya i Itàlia, va adoptar la bandera nacional vint dies després de la seva proclamació, el 30 d'abril de 1941. Durant els primers vint dies es van utilitzar les banderes amb els colors de Croàcia amb símbols ústaixes o sense i sobretot la bandera de la Banavina (entitat autònoma constituïda per Croàcia dins el regne de Iugoslàvia), que era vermella, blanca i blava amb l'escut a quadres blancs i vermells (com un tauler d'escacs) al mig.
La bandera adoptada el 30 d'abril fou la mateixa que la de la Banavina, però amb el símbol ústaixa al cantó superior esquerre, i fou la primera d'una llarga sèrie de banderes per diverses utilitzacions establertes per les autoritats de l'Estat.